# Терісакканський сільський округ
Терісакка́нський сільський округ (каз. Терісаққан ауылдық округі, рос. Терисакканский сельский округ) — адміністративна одиниця у складі Хобдинського району Актюбінської області Казахстану. Адміністративний центр — село Терісаккан.
Населення — 949 осіб (2021; 1290 у 2009, 1832 у 1999, 2370 у 1989).
Станом на 1989 рік існували Астрахановська сільська рада (села Астрахановка, Нова Москва) та Успеновська сільська рада (села Кумсай, Сабанколь, Успеновка). Село Жайилма було ліквідовано 2012 року. 2017 року був утворений Терісакканський сільський округ зі складу Терісакканської сільської адміністрації (село Терісаккан) площею 385,35 км² та Жанаталапського сільського округу (село Жанаталап) площею 193,40 км².

## Склад
До складу округу входять такі населені пункти:
| Населений пункт  | Колишні назви | Населення, осіб (1989) | Населення, осіб (1999) | Населення, осіб (2009) | Населення, осіб (2021) |
| ---------------- | ------------- | ---------------------- | ---------------------- | ---------------------- | ---------------------- |
| Жанаталап, село  | Астрахановка  | 885                    | 872                    | 492                    | 313                    |
| --Жайилма, село  | Нова Москва   | 143                    | 52                     | 10                     | -                      |
| Кумсай, село     | -             | 196                    | -                      | -                      | -                      |
| Сабанколь, село  | -             | 40                     | -                      | -                      | -                      |
| Терісаккан, село | Успеновка     | 1106                   | 908                    | 788                    | 636                    |